# Filipa Cavalleri
Pour les articles homonymes, voir Cavalleri.
Filipa Lopes Celestino Soares Cavalleri, née le 6 décembre 1973 à Lisbonne, est une judokate portugaise.
Elle est la porte-drapeau du Portugal aux Jeux olympiques d'été de 1992.

## Palmarès international en judo
| Championnats du monde | Championnats du monde | Championnats du monde |
| Année                 | Médaille              | Catégorie             |
| --------------------- | --------------------- | --------------------- |
| 1996                  | bronze                | –56 kg                |